# Elisabeth Brauß
Elisabeth Brauß, née le 19 janvier 1995 à Hanovre, est une pianiste classique allemande.

## Biographie
Elisabeth Brauß commence à jouer du piano à l'âge de quatre ans. À l'âge de six ans elle prend ses premières leçons auprès de Jelena Levit. Plus tard elle étudie à la Hochschule für Musik, Theater und Medien Hannover sous la direction de Jelena Levit, Matti Raekallio et Bernd Goetzke. 
En 2013 elle remporte le Grand Prix Tonali à Hambourg , et en 2016 elle reçoit le premier prix au Kissinger Klavierolymp,. Elle est une artiste de la nouvelle génération de la BBC Radio 3 de 2018 à 2020. 
Elisabeth Brauß est la fille du pianiste allemand Martin Brauß (en).